# Élodie Bollée

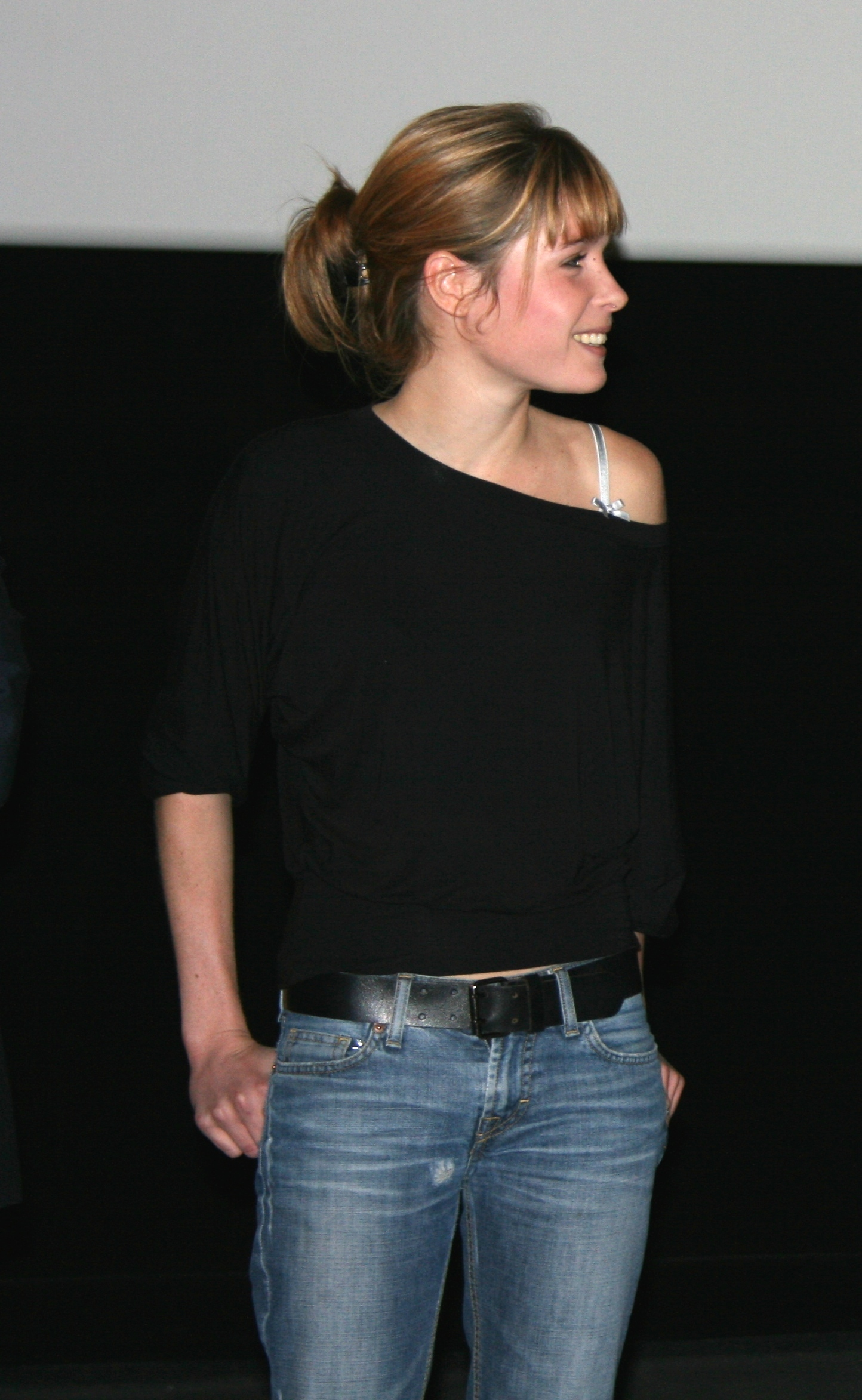
Élodie Bollée (2008)

Élodie Bollée (* 20. September 1984 in Paris) ist eine französische Schauspielerin.

## Leben
Élodie Bollée ist eine entfernte Verwandte der beiden französischen Autopioniere Amédée Bollée und Léon Bollée. Bereits mit elf Jahren spielte Bollée auf der Theaterbühne. Sie debütierte 1998 in einer Folge der Fernsehserie Marseille und auf der Leinwand in der 1999 erschienenen und von Charlotte de Turckheim inszenierten Filmkomödie Drei Väter zuviel an der Seite von Victoria Abril und Alain Bashung. Sie begann 2002 ein Schauspielstudium an der Pariser Filmhochschule Cours Florent und wechselte ein Jahr später an die renommierte Schauspielschule Actors Studio in New York City, wo sie 2005 ihr Studium abschloss. Ein Jahr später spielte sie die Charlotte in Französisch für Anfänger.

## Filmografie (Auswahl)
- 1998: Marseille (Fernsehserie, eine Folge)
- 1999: Drei Väter zuviel (Mon père, ma mère, mes frères et mes soeurs)
- 2006: Französisch für Anfänger
- 2006: Jean-Philippe
- 2008: Didine
- 2009: Ex